# 대한민국 민법 제689조
대한민국 민법 제689조는 위임의 상호해지의 자유에 대한 민법 채권법 각칙의 조문이다.

## 조문
제689조(위임의 상호해지의 자유) ①위임계약은 각 당사자가 언제든지 해지할 수 있다.
②당사자 일방이 부득이한 사유없이 상대방의 불리한 시기에 계약을 해지한 때에는 그 손해를 배상하여야 한다.

## 참고 문헌
- 오현수, 일본민법, 진원사, 2014. ISBN 978-89-6346-345-2
- 오세경, 대법전, 법전출판사, 2014 ISBN 978-89-262-1027-7
- 이준현, LOGOS 민법 조문판례집, 미래가치, 2015. ISBN 979-1-155-02086-9
- 강혜림. (2014). 중개형 총판계약의 임의해지 허용성. 동아법학,(64), 177-204.

## 같이 보기
- 위임